# Münsingen
Münsingen (en francés, Munisenges) es una comuna suiza del cantón de Berna, situada en el distrito administrativo de Berna-Mittelland. Tiene una población estimada, en 2021, de 12.966 habitantes.
Limita al norte con las comunas de Worb y Schlosswil, al este con Konolfingen y Tägertschi, al sur con Wichtrach y Gerzensee, y al oeste con Belp y Rubigen.
Hasta el 31 de diciembre de 2009 estaba situada en el distrito de Konolfingen. A partir del 1 de enero de 2013 incluye el territorio de la antigua comuna de Trimstein.

## Ciudades hermanadas
- Münsingen
- Humpolec

## Transporte

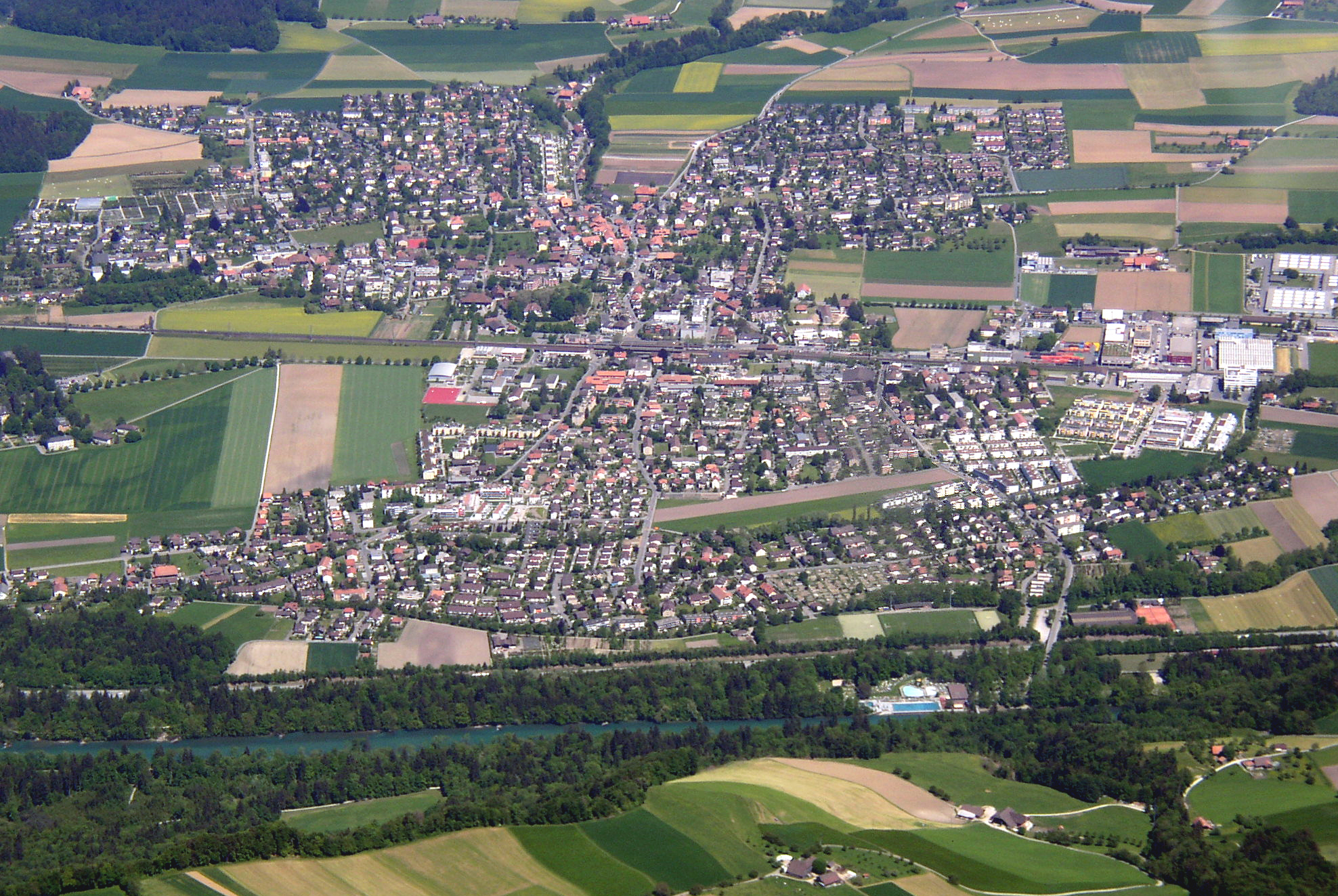
Vista aérea de Münsingen.

- Estación de Münsingen: Líneas ferroviarias FFS y BLS: Berna - Münsingen - Thun.
- Autopista A6  14 Rubigen.